# Cimòdoce (nereida)
Cimòdoce (en grec antic Κυμοδόκη) va ser segons la mitologia grega, una de les cinquanta Nereides, filla de Nereu, un déu marí fill de Pontos, i de Doris, una nimfa filla d'Oceà i de Tetis, que mencionen Homer, Hesíode i Gai Juli Higí en les llistes que donen de les nereides.
Virgili, que també la menciona, diu que va ser una de les nereides que quan Turnus, rei dels rútuls, s'oposava al desembarcament d'Enees i l'establiment dels troians a les costes del Laci, va evitar que aquest poble incendiés les naus forasteres. També, segons Virgili, formava part del seguici de Posidó.
Hesíode diu que Cimòdoce, juntament amb les seves germanes Cimatolege i Amfitrite (de formosos turmells) aturaven amb facilitat les onades i les bufades dels vents tempestuosos.
Homer diu que ella va ser una de les trenta-dues nereides que van pujar des del fons de l'oceà per arribar a les platges de Troia i plorar, juntament amb Tetis la futura mort d'Aquil·les